# Islam en el Tíbet

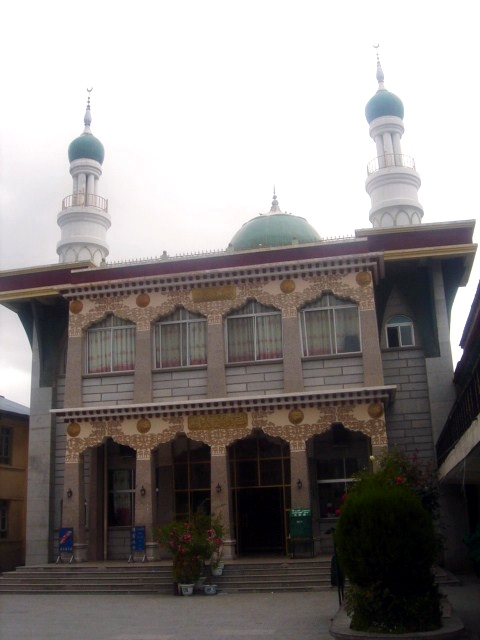
Mezquita tibetana en Lhasa.

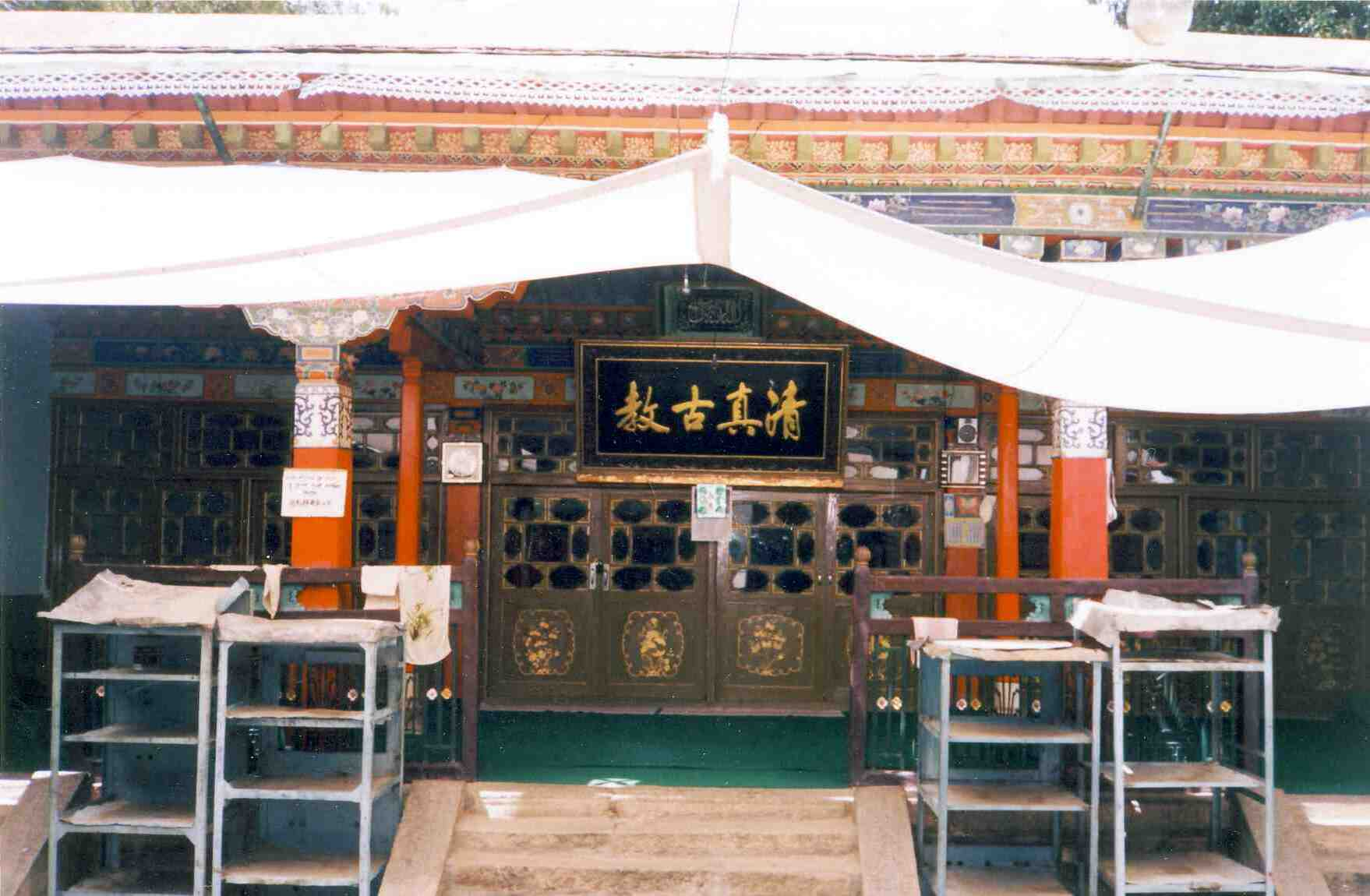
Entrada de la mezquita vieja en Lhasa.

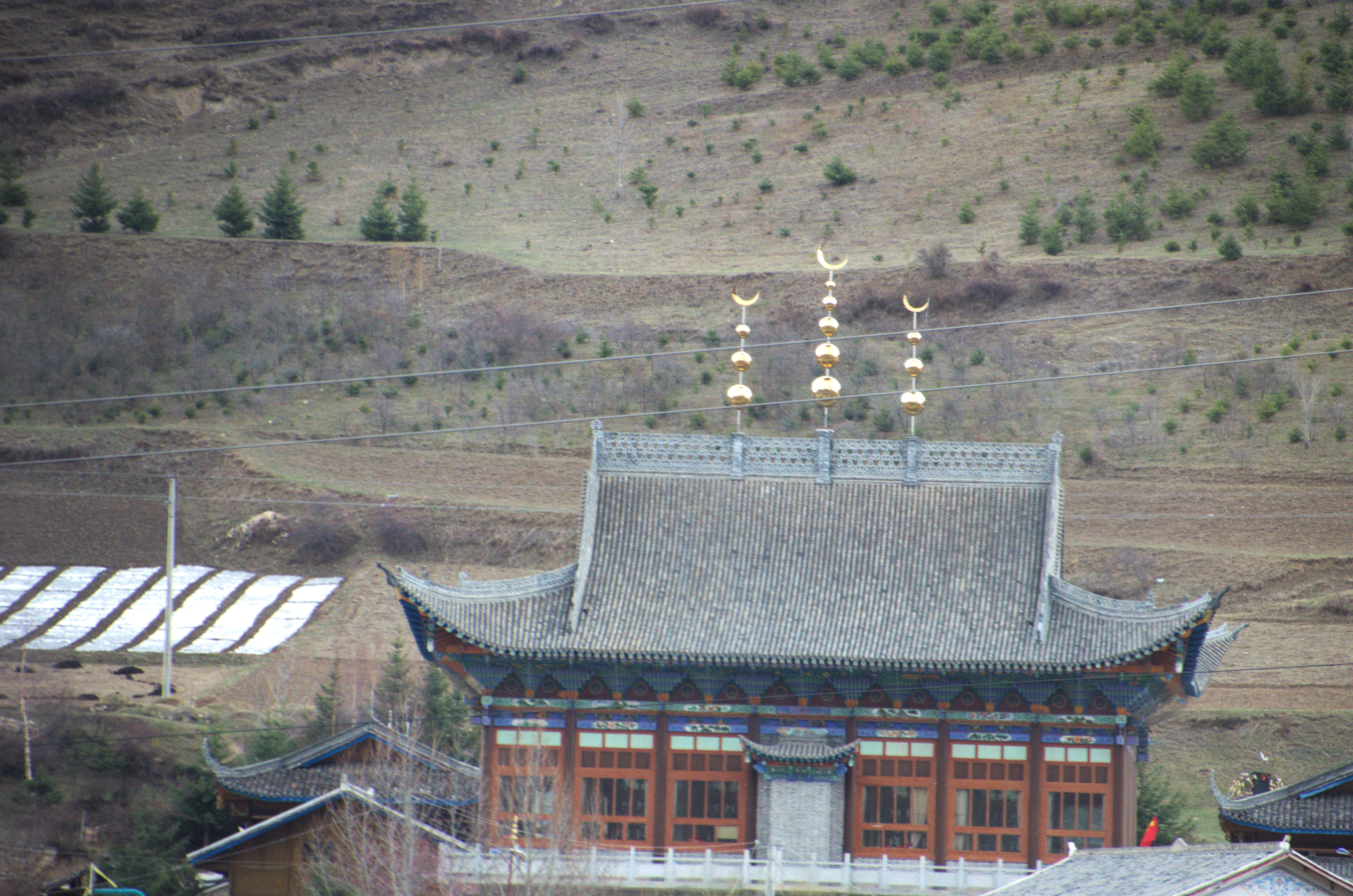
Mezquita de Yousuotun, ubicada en Sungqu (prefectura tibetana de Ngawa), parte del Tíbet nororiental incorporado en Sichuan.

El Islam en el Tíbet ha sido una de las tres religiones tradicionales del pueblo tibetano, además del mayoritario budismo tibetano y el autóctono chamanismo bön. A pesar de que el Tíbet preservaba un gobierno teocrático y la sociedad tibetana era profundamente religiosa, los musulmanes tibetanos no sólo no sufrieron persecución por parte del gobierno tibetano antes de la invasión china, sino que además, gozaban de ciertos derechos especiales. Tras la anexión del Tíbet por la República Popular China, los musulmanes tibetanos -como todos los tibetanos- sufrieron persecución religiosa y política, y como todos los musulmanes chinos, sufren severas restricciones a su libertad de culto. 

## Resumen
El nombre en tibetano para designar a los musulmanes es kache, que aparentemente proviene de cachemiro, en alusión a su origen geográfico (Cachemira), es debido a esto que tras el escape de miles de refugiados tibetanos musulmanes que escaparon del Tíbet a la India, el gobierno de la India declaró que los musulmanes tibetanos kache eran ciudadanos indios y adquirieron la nacionalidad india por su origen cachemiro -a diferencia de los tibetanos budistas que tienen estatus de refugiados-. 
El origen de los musulmanes en el Tíbet se basa en la llegada de los primeros conquistadores islámicos al Indostán durante el califato omeya, si bien estos nunca conquistaron el Tíbet si remitieron misiones predicadoras. Muchos hombres de origen árabe y persa se casaron con mujeres tibetanas por lo que los kache suelen tener apellidos árabes y nombres tibetanos. Generalmente hablan tibetano pero usan el árabe y el urdu para efectos litúrgicos. 
En el Tíbet gozaban de varios derechos especiales. Según el historiador del Tíbet, Alexander Berzin, el propio dalái lama ordenó la construcción de mezquitas financiadas por el Estado para los musulmanes. La mayor de las mezquitas se ubicaba en Lhasa. Los musulmanes también estaban exentos del estricto vegetarianismo establecido por el budismo e incluso administraban carnicerías. 
Actualmente, los tibetanos musulmanes son considerados tibetanos tanto por el gobierno chino como por el gobierno tibetano en el exilio, sin embargo, la India los clasifica como ciudadanos indios de origen cachemiro.
Según un censo de 1990, 23 288 musulmanes residían en la prefectura autónoma tibetana y qiang de Ngawa, tradicionalmente parte de Amdo (Tíbet nororiental) incorporada al oeste de Sichuan, con unas 40 mezquitas que atendían sus necesidades religiosas. Los condados con mayor número de musulmanes de esta región son Chuchen, Ma'o, Ngawa, Sirza Degu, Sungqu, Tsanlha y Zoigê.